# منتخب إيطاليا تحت 23 سنة لكرة الطائرة للرجال
منتخب إيطاليا تحت 23 سنة لكرة الطائرة للرجال (بالإيطالية: Nazionale Under-23 di pallavolo maschile dell'Italia)‏ هو ممثل إيطاليا الرسمي في المنافسات الدولية في كرة طائرة في فئة كرة الطائرة للرجال تحت 23 سنة .